# Celldweller
Celldweller es un grupo de Detroit, Estados Unidos. Fundado por Klayton (antiguo compositor y miembro de la banda Industrial Circle of Dust en los años 1990), la banda se caracteriza por combinar música electrónica con heavy metal. La personificación del sonido de la generación iPod, crea una fusión híbrida de elementos digitales y orgánicos: paisajes sonoros de intrincado diseño construidas a partir del Industrial, Dubstep, Drum & Bass y Electro, tejidos así como elementos orquestales agresivos propios de Rock/Metal. Celldweller ignora los límites del género y crea una visión pionera del futuro de la música electrónica.
Es una banda de una sola persona, siendo Klayton quien escribe toda la música y se encarga de la mayoría de la vocalización e instrumentalización en estudios de grabación. También es propietario y fundador de su discográfica FiXT Music.

## Historia
En 1999, Klayton lanzó al mercado una edición limitada de 250 piezas en un EP del mismo nombre; el cual contenía 5 pistas ("Symbiont", "Own Little World", "Fadeaway", "Beginning of the End", "Kemikal"). Las primeras 3 fueron demos que más tarde serían completados y lanzados en el álbum debut titulado Celldweller; mientras que las 2 restantes se encuentran disponibles en el LP The Beta Cessions.
A partir del 2005, Klayton comenzó a componer nuevo material que daría lugar a su segunda (y futura) entrega bajo el nombre de Celldweller; Wish Upon A Blackstar. Para este nuevo disco, bajo sugerencia de Grant Mohrman, Klayton produciría las canciones comenzando por la grabación de la parte vocal para más tarde adecuar los instrumentos a la estructura lírica y no a la inversa como ya estaba acostumbrado.
Lo anterior significó una mayor complejidad para la composición y mezcla final de cada canción, lo que lo llevaría a lanzar el álbum por Capítulos a través de Fixstore; cada uno constando de dos canciones, para un total de diez canciones en cinco Capítulos. El quinto y último Capítulo será lanzado a la venta única y exclusivamente en el Disco compacto.
En muchos de estos se ven claramente las influencias y la diferente utilización de samplers y efectos electrónicos dándole una temática más desaforada.
Celldweller también se caracteriza estos últimos tiempos por participar en los álbumes remixes de distintas bandas de Metalcore. A bandas como Motionless In White, remixando la canción AMERICA, publicada por Fearless Records . 
Asking Alexandria, remixando A Lesson Never Learned, publicada por Sumerian Records .
I See Stars, remixando Filth Friends Unite, publicada por Sumerian Records. .
Entre otras.

## Discografía
- Celldweller (EP, 1999, lanzamiento propio / Esion Media)
- Celldweller (LP, 2003, FIXT MUSIC / Position Music) (2004, relanzamiento)
- The Beta Cessions (LP, 2004, FIXT MUSIC / Position Music)
- Frozen/Goodbye Remixes (EP, 2005, FIXT formato digital)
- Shapeshifter (EP, 2005, FIXT MUSIC formato digital)
- Tragedy (EP, 2006, FIXT MUSIC formato digital)
- Switchback Vinilo (EP, 2006)
- Switchback/Own Little World Remix EP (EP, 2006, FIXT MUSIC formato digital)
- Symbiont Remixes ( 2007 )
- Soundtrack For The Voices In My Head vol 01 (LP, 2008, FIXT MUSIC)
- Wish Upon a Blackstar Chapter 01 of 05 (EP, 2009, FIXT MUSIC)
- Wish Upon a Blackstar Chapter 02 of 05 (EP, 2009, FIXT MUSIC)
- Wish Upon a Blackstar Chapter 03 of 05 (EP, 2010, FIXT MUSIC)
- Cellout EP (EP, 2011, FIXT MUSIC)
- Wish Upon a Blackstar Chapter 04 of 05 (EP, 2011, FIXT MUSIC)
- The Complete Cellout (LP Remix, 2011, FIXT MUSIC)
- Wish Upon a Blackstar Chapter 05 of 05 (LP, 2012, FIXT MUSIC)
- Soundtrack For The Voices In My Head Vol. 02 (LP, 2012, FIXT MUSIC)
- Tough Guy (EP, 2012, FIXT MUSIC)
- Celldweller 10 Year Anniversary Edition (LP, 2013, FIXT MUSIC)
- Zombie Killer EP (EP, 2013, FIXT MUSIC)
- Demo Vault Vol. 01 (LP, 2014, FIXT MUSIC formato digital)
- Demo Vault Vol. 02 (LP, 2014, FIXT MUsic formato digital)
- End of an Empire Chapter 01: Time (EP, 2014, FIXT MUSIC)
- End of an Empire Chapter 02: Love
- End of an Empire Chapter 03: Dreams
- End of an Empire Chapter 04: Death
- End of an Empire Deluxe Edition
- End of an Empire The Remixes
- End of an Empire (Instrumentals)
- End of an Empire The Remixes (Instrumentals)
- Space & Time (Expansion)
- Soundtrack For The Voices In My Head vol 03
- New Elysium (Celldweller VIP)
- Terraform Drums Vol. 01
- Electric Eye (Single)
- Offworld
- Offworld (Instrumentals)